# Ruina del castillo de Ried am Riederberg
La ruina del castillo de Ried es la ruina de un castillo montano en la localiad de Ried am Riederberg, en los Bosques de Viena, que, según el estado actual de las investigaciones, probablemente se originó alrededor del año 1200. En la actualidad, sólo se conservan escasos restos de una torre redonda románica, una muralla de fortificación, como parte del zwinger, y el patio exterior.

## Localización
Los restos del complejo del castillo se encuentran en la cima de una colina, Hausberg, de 320 m de altura, al noroeste de la colina Klosterberg y a 1 km al sur del pueblo Ried am Riederberg. El núcleo del castillo, de aproximadamente 3000 m², está rodeado por un foso y un impresionante sistema de murallas y fosos.

## Historia
Según los documentos, se cuestiona a Konrad von Ried, un ministerial  de los Babenberg, como fundador del castillo hacia 1170. En circunstancias poco claras, el castillo pasó a manos de los Kuenringer a principios del siglo XIII. El 22 de mayo de 1211, Hadmar II de Kuenring consiguió separar la capilla del castillo de Ried de la parroquia madre de Sieghartskirchen. Ya en 1260, los hermanos Leuthold y Heinrich von Kuenring intercambiaron el castillo de Ried, administrado por burgraves, con el rey bohemio Ottokar II Přemysl por la prenda de la ciudad de Zwettl y el feudo de Rossatz. El 21 de julio de 1280, Rodolfo I de Habsburgo volvió a confirmar el intercambio. En 1281, Konrad von Tulln, administrador de tierras y financiero de Rodolfo de Habsburgo, recibe el castillo como prenda ducal por los enormes costes de la campaña contra Ottokar II Přemysl. En 1286, Konrad von Tulln deja el castillo a su hija Adelheid y a su yerno Otto von Kahlenberg, el cual a partir de entonces se nombra varias veces como copero de Ried. Los coperos de Ried, que ocuparon cargos ducales como el de guardabosques en el palacio imperial de Hofburg de Viena, pueden documentarse hasta principios del siglo XV. No fue hasta 1381 cuando el gravamen del castillo fue convertido en feudo por Hans el copero de Ried a cambio de dinero. En 1412 murió sin hijos, el último de su familia. Su viuda Walpurga, una Hauser de nacimiento, renunció al castillo a cambio de una compensación económica, y éste fue devuelto al duque Albrecht II. En una escritura de propiedad, su hijo Ladislaus Postumus confirma poco después que el castillo está abandonado. Es de suponer que el castillo siguió existiendo como ruina y fue destruido casi por completo por su uso como cantera.

## Estado de conservación

Rekonstrucción hipotética del castillo de Ried sobre el 1400

Debido a los robos de piedra de los últimos siglos, sólo queda una pequeña cantidad de mampostería sobre el suelo del complejo del castillo. Entre la mampostería más llamativa que aún se conserva están los restos de una torre redonda románica, que puede fecharse en la primera mitad del siglo XIII. En algunos lugares, todavía son visibles los restos de un muro occidental y un extenso muro exterior. Los restos del núcleo del castillo, en particular, están parcialmente enterrados bajo varios metros de escombros.

## La ruina en la actualidad
Las devastadoras tormentas de los últimos años (el huracán Kyrill 2007, la tormenta Paula y el huracán Emma 2008) han afectado gravemente el terreno. Una parte del bosque de hayas en el centro del terreno sufrió roturas por el viento o fue desarraigada. Desde 2010, fue declarada patrimonio cultural y se fundó una asociación para su conservación. Desde 2011, la asociación, formada por legos, coordina un proyecto de ciencia ciudadana para la investigación arqueológica y arquitectónica del complejo del castillo con la participación de científicos interesados.